# اریک شوجی

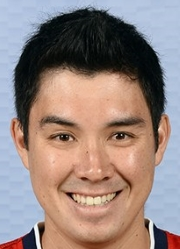
اریک شوجی

اریک شوجی (انگلیسی: Erik Shoji؛ زادهٔ ۴ اوت ۱۹۸۹ در هونولولو) والیبالیست تیم ملی والیبال ایالات متحده آمریکا و باشگاه برلین است. شوجی با تیم ملی آمریکا مدال طلا لیگ جهانی را در سال ۲۰۱۴ به دست آورد و در همین مسابقات به عنوان بهترین لیبرو انتخاب شد. وی همچنین با تیم ملی آمریکا در سال ۲۰۱۵ جام قهرمانی جام جهانی را بالای سر برد و در نهایت نیز به عنوان بهترین لیبرو مسابقات برگزیده شد. وی در المپیک ریو ۲۰۱۶ به همراه دیگر بازیکنان تیم ملی آمریکا به مدال برنز المپیک دست یافت واصالتا ژاپنی است۰